# Boris Jesih (politolog)
Boris Jesih, slovenski politolog in politik, * 1956, Maribor.
Rodil se je leta 1956 v Mariboru. Od 1980 dalje je zaposlen na Inštitutu za narodnostna vprašanja v Ljubljani. Od 1.6. 2007 dalje ima znanstveni naziv Višji znanstveni sodelavec. Leta 2003 je na Fakulteti za družbene vede uspešno zagovarjal doktorsko disertacijo z naslovom »Politična participacija narodnih manjšin - primer koroških Slovencev«. Disertacija je izšla knjižni obliki v letu 2007 pri celovški založbi Drava. Od leta 2006  dalje je habilitiran na Univerzi na Primorskem kot docent za področje etničnih študij. V študijskem letu 2007/08 je bil sonosilec pri predmetu Varstvo manjšin. Kot gostujoči profesor je trikrat predaval na Univerzi Alpe Jadran v Celovcu.
Kot raziskovalec je opravil vrsto samostojnih raziskovalnih nalog s področja položaja slovenske manjšine v Avstriji in vidikov politične participacije narodnih manjšin, tematska področja raziskovanja so tudi pojavi neonacizma in "novih družbenih gibanj" v Avstriji, ter položaj manjšin v Sloveniji. V zadnjih letih je sodeloval oziroma vodil  projekte s področja medetničnih odnosov v slovenskem etničnem prostoru in  položaju narodnih manjšin po vstopu Slovenije  v EU.
Rezultate svojega dela je predstavil na več kongresih v tujini in Sloveniji, kjer so bili njegovi referati tudi objavljeni. Je soavtor in sourednik slovenskega poročila o položaju narodnih manjšin v prostoru Alpe Jadran.
Uredil je vrsto publikacij s področja manjšinske problematike, od leta 1990 je urednik osrednje slovenske revije za manjšinska vprašanja »Razprave in gradivo/Treatises and Documents«.
Je soavtor več znanstvenih monografij, ter avtor številnih člankov s področja narodnih manjšin, ki so bili objavljeni doma in v tujini. Bil je član slovensko avstrijske komisije strokovnjakov, ki je obravnavala odnose med državama, prav tako tudi sourednik zbornika, ki je nastal kot rezultat del slovenskega dela komisije.
Od oktobra 2009 je državni sekretar v Uradu Vlade Republike Slovenije za Slovence v zamejstvu in po svetu.